# Bourse MacArthur
La bourse MacArthur (ou MacArthur Fellowship) est une distinction décernée par la fondation MacArthur (The John D. and Catherine T. MacArthur Foundation). Elle attribue une bourse sur cinq ans pour permettre aux lauréats (20 à 40 citoyens ou résidents aux États-Unis par an qui se distinguent par « une créativité particulière » selon le site officiel) de poursuivre et développer leur activité.

## Histoire
Les bourses MacArthur, ont été créées en 1981 par la Fondation MacArthur. C'est le fils de MacArthur, J. Roderick MacArthur (en), qui a eu l'idée des bourses après avoir écouté un membre du conseil d'administration de la Fondation MacArthur  discuter d'un article d'un Dr George Burch. Dans l'article, Burch écrivait que les personnes créatives, désirant s'impliquer dans la recherche et l'innovation devraient recevoir de l'argent pour vivre afin qu'elles soient libérées de toute contrainte financière pour se livrer à leurs travaux. Interpellé par cette remarque, J. Roderick a créé  les bourse MacArthur. Au fil du temps, les prix ont été surnommés "subventions de génie", mais la fondation n'aime pas ce surnom en raison de l'accent mis sur l'intellect. Bien que l'intelligence soit certainement importante, les bénéficiaires possèdent de nombreuses autres qualités, telles que la persévérance et la prise de risques.
Les subventions de 500 000 $ sont accordées chaque année à 20 à 30 Américains réputés intelligents, créatifs, motivés et effectuant un travail important. Bien que l'argent, réparti sur une période de cinq ans, soit un don - aucune exigence de déclaration ou de justificatifs n'est nécessaire - l'espoir est que les subventions soulageront les contraintes financières des individus, leur permettant de continuer à poursuivre leurs domaines d'études et d'innovation
La procédure d'obtention de la bourse se fait par propositions anonymes transmises à un comité d'une douzaine de personnes, également anonymes, qui étudient chaque candidat et transmettent leurs recommandations au conseil d'administration de la fondation. La plupart des lauréats n'apprennent qu'ils étaient proposés qu'au moment où ils reçoivent le coup de téléphone de félicitation les informant de leur sélection.

## Quelques lauréats

### Années 1981-1985
1981
- Archie Randolf Ammons, poète.
- Joseph Brodsky, poète.

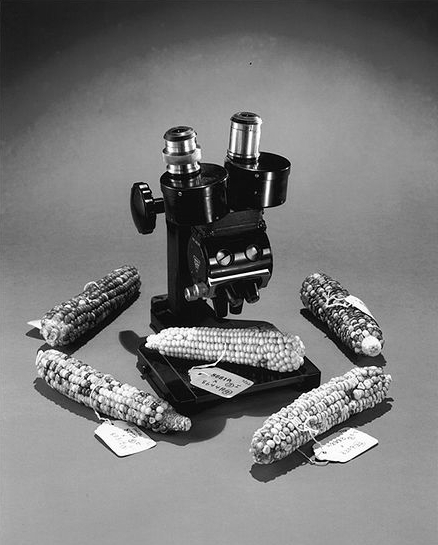
Le microscope de Barbara McClintock et des épis de maïs à l'exposition du National Museum of Natural History.

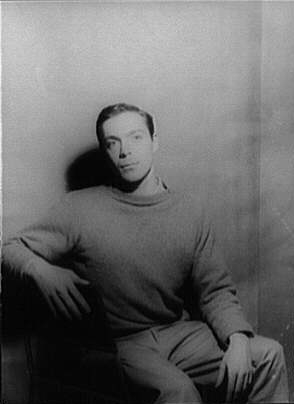
Le chorégraphe Paul Taylor.

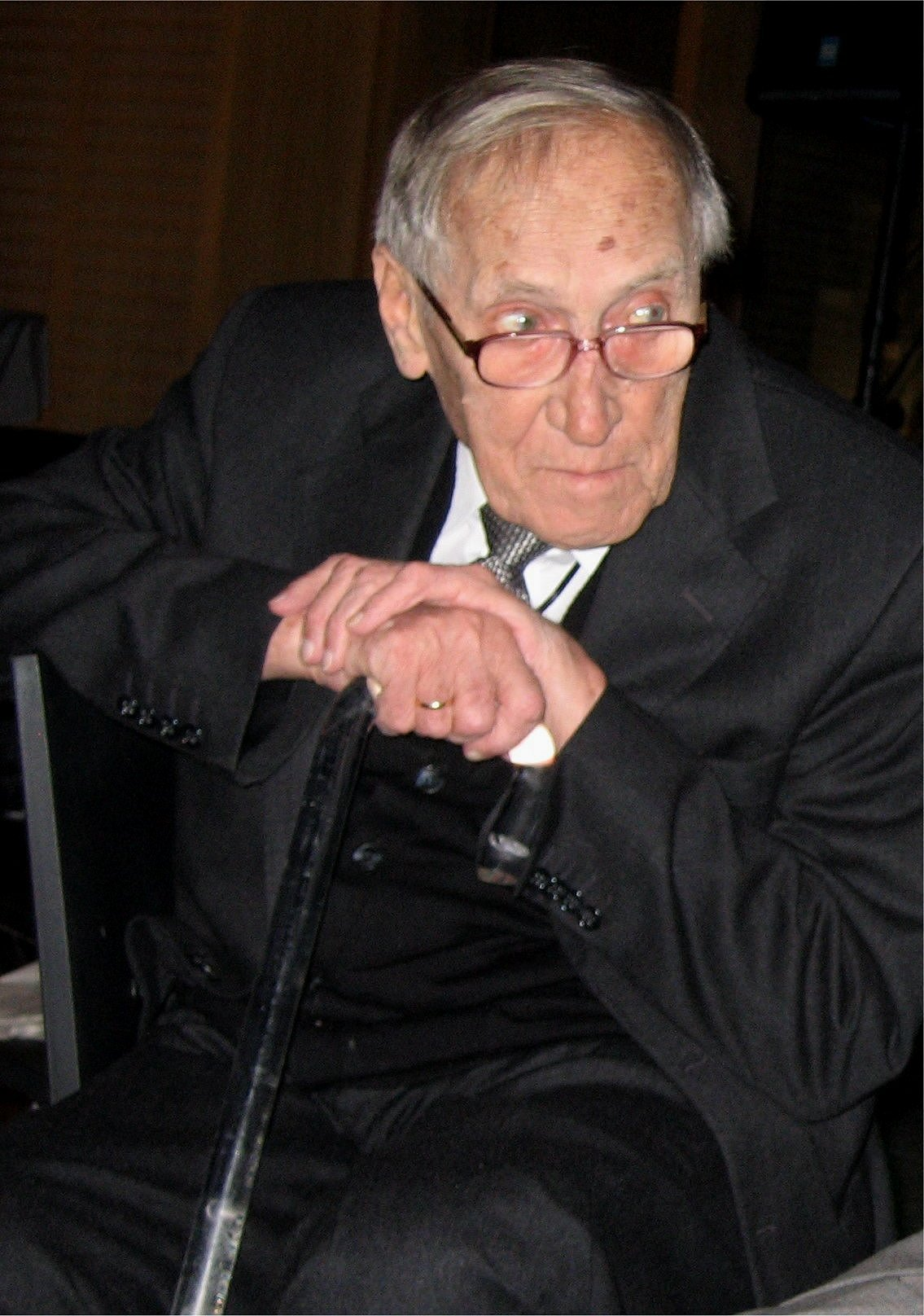
Leszek Kołakowski, Varsovie (Pologne), le 23 octobre 2007.

- Gregory Chudnovsky, mathématicien.
- Howard Gardner, psychologue du développement.
- Henry Louis Gates, critique littéraire.
- Stephen Jay Gould, paléontologue.
- John Holdren, spécialiste des dangers des armes nucléaires.
- Ada Louise Huxtable, journaliste et critique d'architecture.
- Cormac McCarthy, écrivain.
- Barbara McClintock, généticienne.
- James Alan McPherson, écrivain.
- Douglas D. Osheroff, physicien.
- Elaine Pagels, historienne, spécialiste des religions.
- Richard Rorty, philosophe.
- Carl Schorske, historien.
- Leslie Marmon Silko, écrivain.
- Joseph Hooton Taylor, astrophysicien.
- Derek Walcott, poète et dramaturge.
- Robert Penn Warren, poète, auteur, critique littéraire.
- Stephen Wolfram, informaticien, physicien.
- George Zweig, physicien et neurobiologiste.

1982
- Fouad Ajami,  spécialiste du Moyen-Orient.
- Peter Brown, historien.
- Robert Darnton, historien spécialiste des Lumières.
- Persi Diaconis, mathématicien.
- William Gaddis, écrivain.
- Conlon Nancarrow, compositeur.
- Ralph Shapey, compositeur, chef d'orchestre.
- Frank Wilczek, physicien, prix Nobel 2004.
- Frederick Wiseman, cinéaste.
- Edward Witten, physicien.

1983
- Bradley Efron, statisticien.
- Shelomo Dov Goitein, historien spécialiste du Moyen Âge.
- John Joseph Hopfield, physicien.
- William J. Kennedy, écrivain et journaliste.
- Leszek Kołakowski, philosophe, historien des idées.
- Robert King Merton, sociologue de la science.
- Julia Robinson, mathématicienne.
- John Sayles, réalisateur, scénariste, acteur.
- Peter Sellars, metteur en scène.
- Karen Uhlenbeck, mathématicienne.

1984
- Mitchell Feigenbaum, physicien.
- Michael Freedman, mathématicien, médaille Fields 1986.
- Bill Irwin, acteur.
- Ruth Prawer Jhabvala, romancière, scénariste.
- Paul Oskar Kristeller, philosophe.
- Andrew W. Lewis, historien médiéviste
- Peter Mathews archéologue, épigraphiste
- Beaumont Newhall, historien d'art.
- Charles Simic, poète.
- Elliot Sperling, historien, spécialiste du Tibet.
- David Stuart, mayaniste.
- Frank Sulloway, historien des sciences.
- James Turrell, artiste.
- Amos Tversky, psychologue.
- Carl Woese, microbiologiste.

1985
- John Ashbery, poète.
- Harold Bloom, critique littéraire.
- Merce Cunningham, danseur et chorégraphe.
- Jared Diamond, biologiste, physiologiste et géonomiste.
- Marian Wright Edelman, militante des droits de l'enfant.
- Peter Hamilton Raven, botaniste et écologiste.
- Ellen Stewart, personnalité du théâtre.
- Paul Taylor, chorégraphe.
- Shing-Tung Yau, mathématicien.

### Années 1986-1990
1986

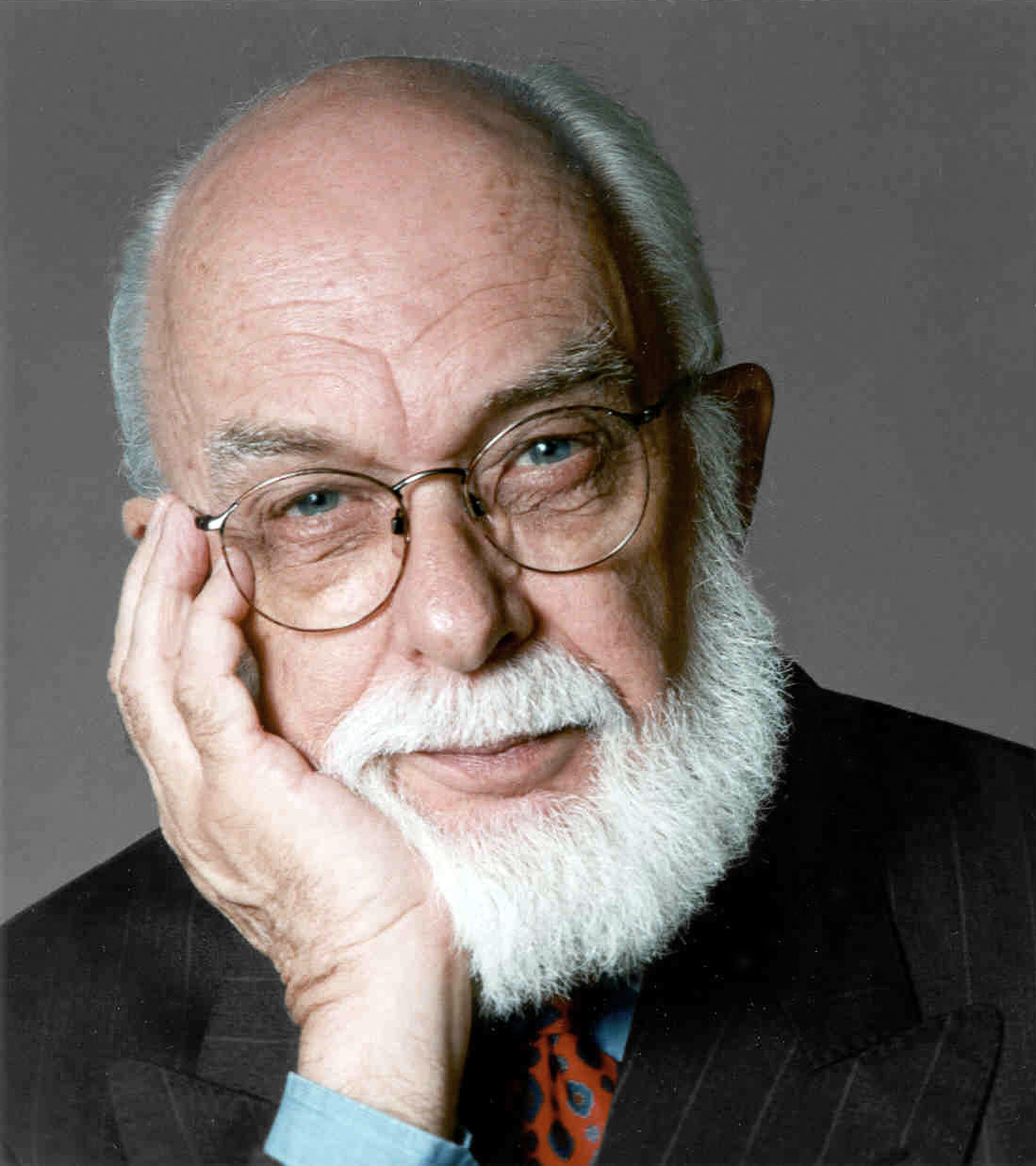
James Randi.

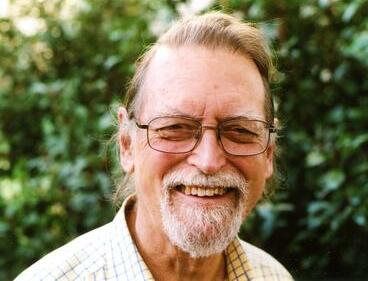
David Mumford en 2010.

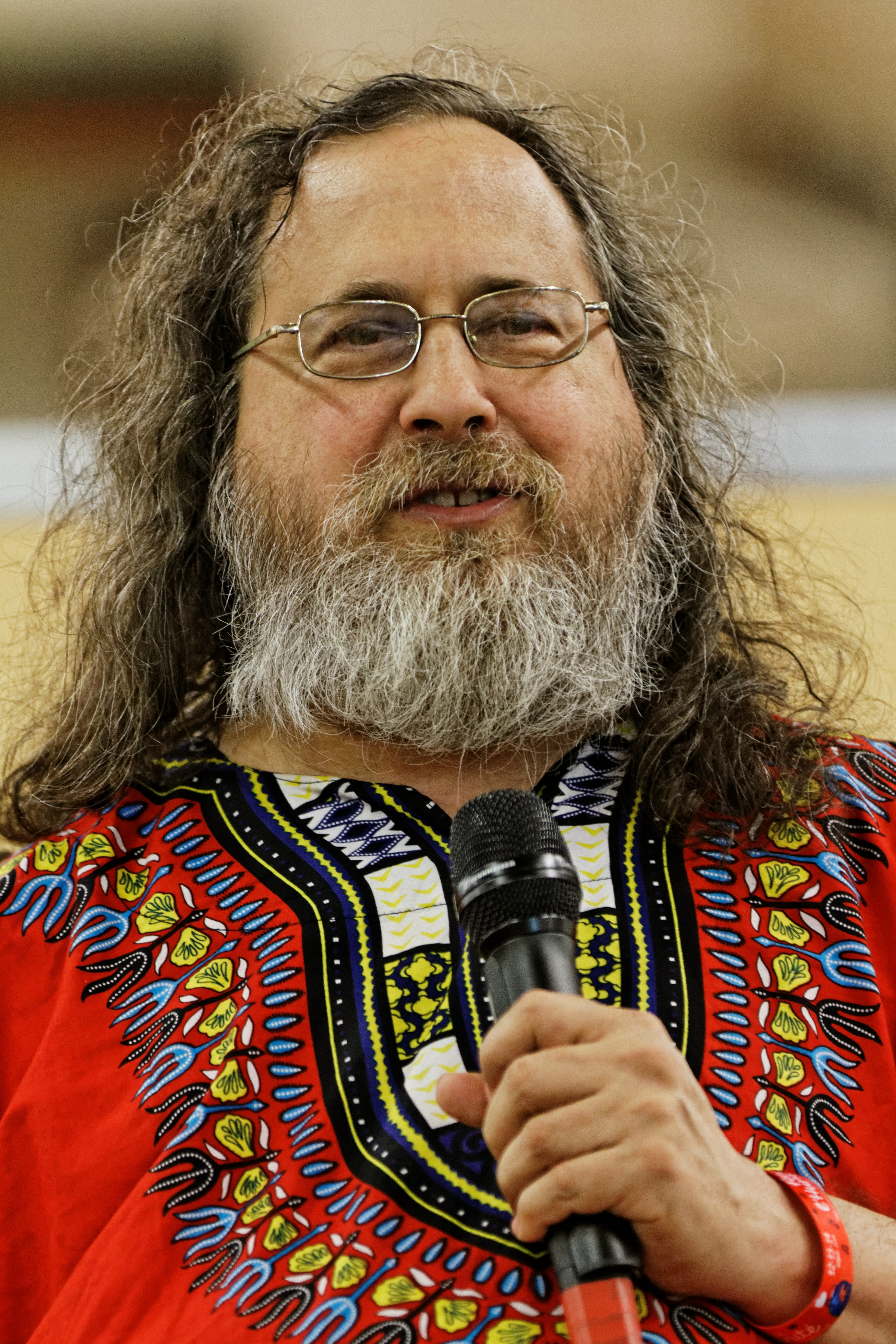
Richard Stallman à la fête de l'Humanité 2014.

- Milton Babbitt, 1986, compositeur.
- Christopher I. Beckwith, 1986, philologue.
- Lester R. Brown, 1986, agroéconomiste et analyste environnemental.
- Jack Horner, 1986, paléontologue.
- James Randi, 1986, illusionniste professionnel et démystificateur.
- Charles Wuorinen, 1986, compositeur.

1987
- Walter Abish, écrivain.
- Robert Axelrod, chercheur et professeur en sciences politiques.
- David J. Gross, physicien.
- Irving Howe, critique littéraire et politique.
- Michael C. Malin, astronome.
- Arnaldo Momigliano, historien.
- David Mumford, mathématicien, médaille Fields 1974.
- Tina Rosenberg, journaliste et écrivaine.
- Robert Sapolsky, biologiste et neurologue.
- Meyer Schapiro, historien de l'art.
- John Henry Schwarz, physicien.
- William Julius Wilson, sociologue.

1988
- Michael Baxandall, historien d'art.
- Ran Blake, pianiste, compositeur.
- Charles Burnett, 1988, réalisateur, scénariste, directeur de la photographie.
- John G. Fleagle, anthropologue, paléontologue et primatologue.
- Thomas Pynchon, écrivain.
- Max Roach, percussionniste, batteur et compositeur de jazz.
- Susan Irene Rotroff, archéologue.
- Jonathan Spence, sinologue.

1989
- Errol Morris, réalisateur, producteur.
- Richard Powers, écrivain.
- George Russell, compositeur et musicien.
- Bill Viola, artiste.

1990
- Paul R. Ehrlich, biologiste des populations.
- Lee Friedlander, photographe.
- Margaret Geller, astrophysicienne.
- Nancy Kopell, mathématicienne.
- Michael Moschen, jongleur.
- Yvonne Rainer, danseuse, choréographe, réalisatrice.
- Susan Sontag, essayiste et romancière.
- Richard Stallman, promoteur du logiciel libre, à l'origine du projet GNU.
- Gregory Vlastos, historien de la philosophie antique.

### Années 1990

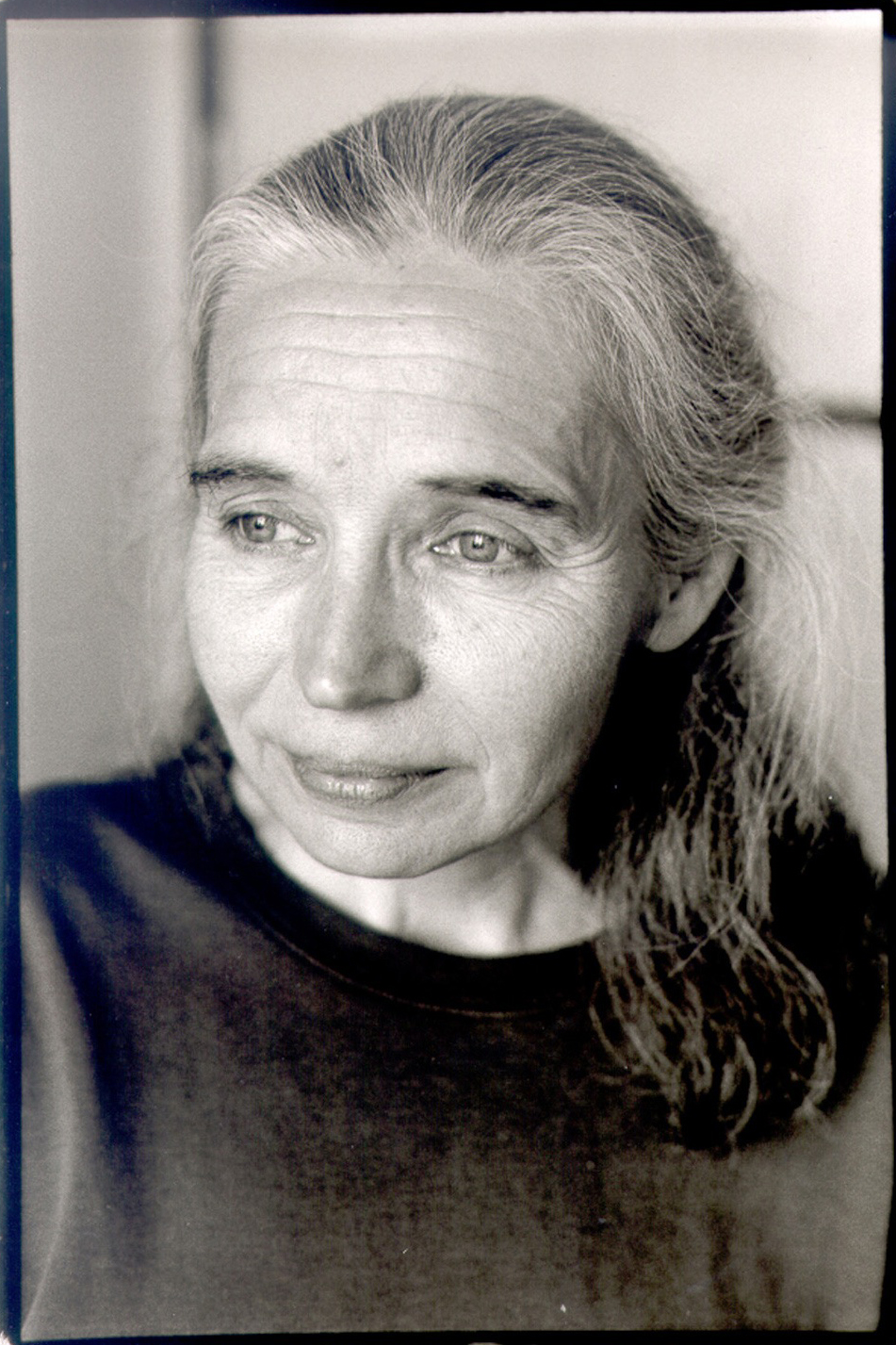
Alison des Forges.

- Stephen Schneider, 1992, climatologue.
- Margie Profet, 1993, biologiste.
- Robert Adams, 1994, photographe.
- Octavia E. Butler, 1995, écrivaine de science-fiction féministe afro-américaine
- Michael Marletta, 1995, biochimiste et président du Scripps Research Institute.
- Tim Berners-Lee, 1998, principal inventeur du World Wide Web.
- Mike Davis, 1998, ethnologue, sociologue urbain et historien.
- Gary Hill, 1998, artiste.
- Karl Sims, 1998, chercheur en infographie et artiste.
- Xu Bing, 1999, artiste.
- Alison Des Forges, 1999, historienne, défenseur des droits de l'homme.
- Elizabeth Diller, 1999, architecte.
- Saul Friedländer, 1999, historien.
- David Mark Hillis,  1999, herpétologue et biologiste systématicien.
- Juan Martín Maldacena, 1999, physicien.
- Gay McDougall, 1999, avocate spécialisée dans les droits humains.
- Elizabeth Murray,1999, peintre et sculptrice.
- Peter Shor, 1999, mathématicien.
- Naomi Wallace, 1999, poétesse et dramaturge.
- Jeffrey Weeks, 1999, mathématicien.
- Ofelia Zepeda, 1999, linguiste et poétesse.

### Années 2000
- Anne Carson, 2000, poétesse.

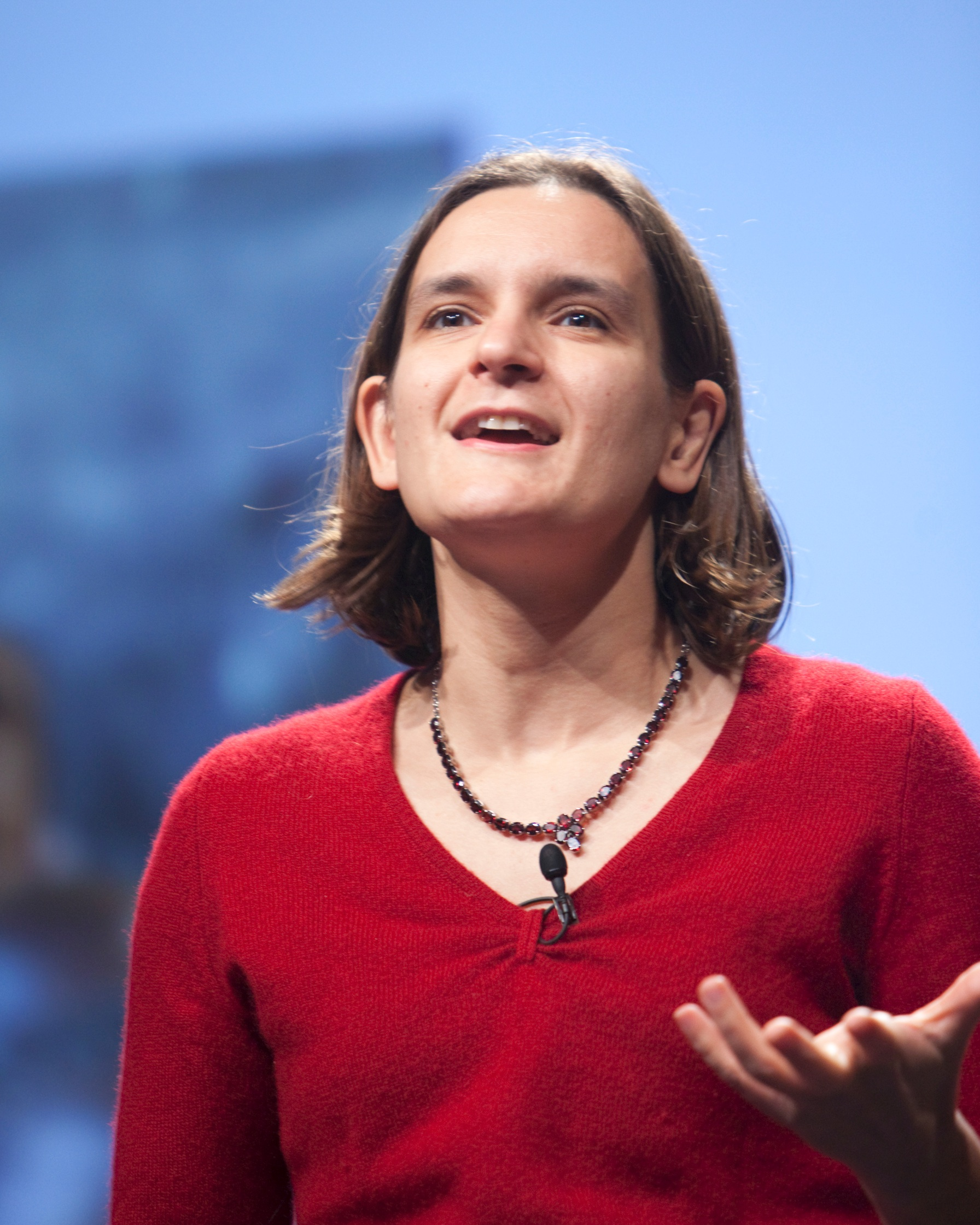
Esther Duflo.

- Alfredo Jaar, 2000, artiste, photographe.
- Ben Katchor, 2000, auteur de BD.
- Matthew Rabin, 2000, économiste.
- Patricia J. Williams, 2000, juriste, avocate, essayiste et autrice américaine.
- Gary Urton, professeur de civilisation précolombienne.
- Andrea Barrett, 2001, écrivain.
- Lene Hau, 2001, physicienne.
- Kay Redfield Jamison, 2001, psychologue.
- Stephen Hough, 2001, pianiste et compositeur.
- Suzan-Lori Parks, 2001, dramaturge et scénariste.
- Xiao Qiang, défenseur des droits de l'homme.
- George Lewis, 2002, tromboniste, saxophoniste et compositeur.
- Sendhil Mullainathan, 2002, professeur d'économie.
- Colson Whitehead, 2002, écrivain.
- Lydia Davis, 2003, écrivain.
- Osvaldo Golijov, 2003, compositeur.
- Jim Yong Kim, 2003, médecin.
- Peter Sís, 2003, écrivain et illustrateur.
- Sarah Sze, 2003, artiste et sculptrice.
- Aleksandar Hemon, 2004, écrivain.
- Edward P. Jones, 2004, écrivain.
- John Kamm, 2004, homme d'affaires et défenseur des droits de l'Homme.
- Daphne Koller, 2004, spécialiste de l'intelligence artificielle.
- Julie Mehretu, 2005, peintre.
- John Zorn, 2006, saxophoniste et compositeur.
- Terence Tao, 2006, mathématicien.
- Luis von Ahn, 2006, informaticien, créateur de reCaptcha et Duolinguo.
- Lisa Cooper, médecin de santé publique.
- Sven Haakanson, 2007, anthropologue, spécialiste du peuple des Alutiiq.
- Lynn Nottage, 2007, dramaturge
- Andrea M. Ghez, 2008, astrophysicienne.
- Chimamanda Ngozi Adichie, 2008, romancière.
- Wafaa El-Sadr, 2008, spécialiste des maladies infectieuses.
- Leila Josefowicz, 2008, violoniste.
- Alex Ross, 2008, critique musical.
- Miguel Zenón, 2008, saxophoniste, compositeur.
- Esther Duflo, 2009, économiste.
- Elyn Saks, 2009, juriste et psychanalyste.

### Années 2010
- Emmanuel Saez, 2010, économiste.

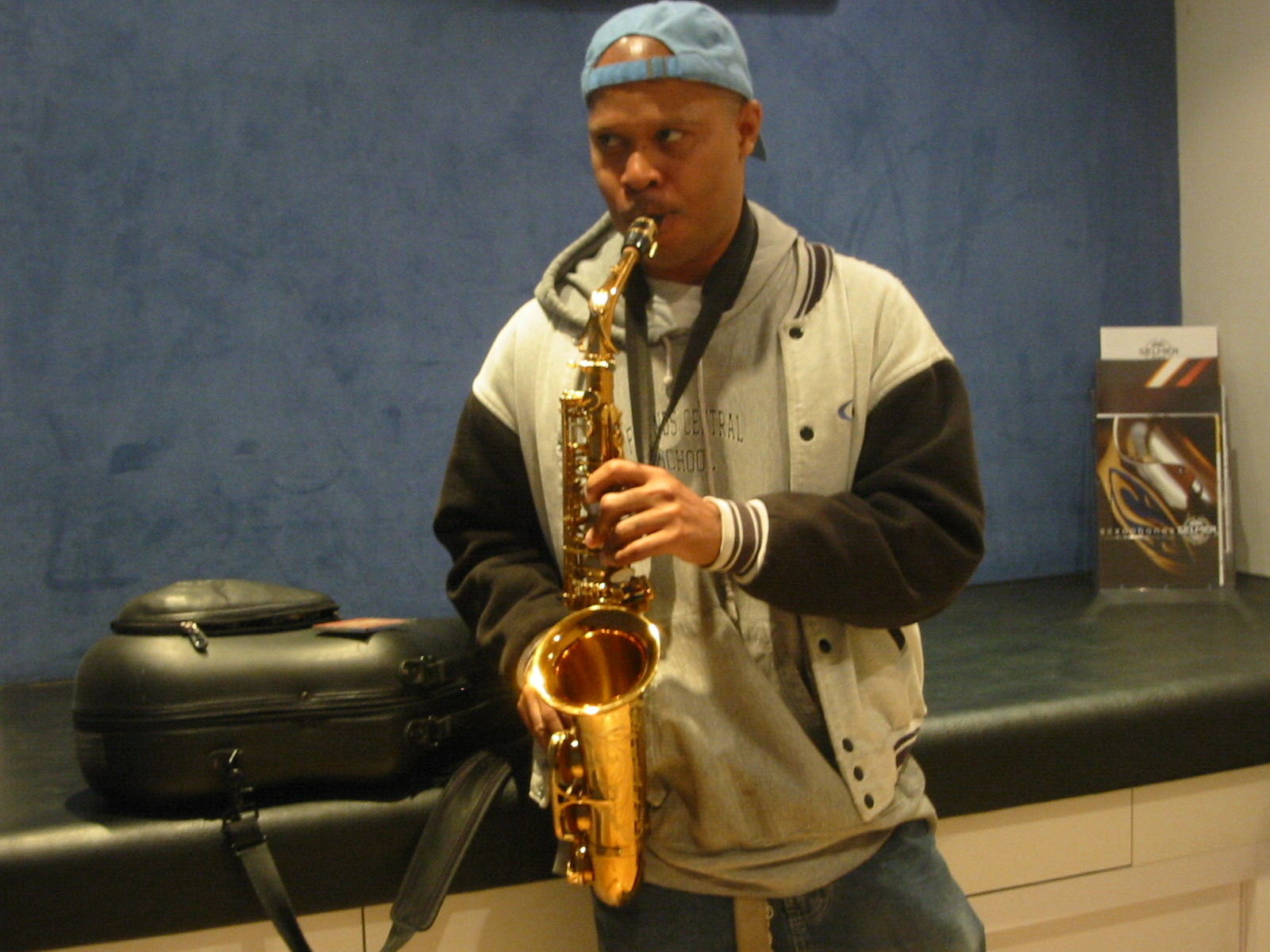
Steve Coleman.

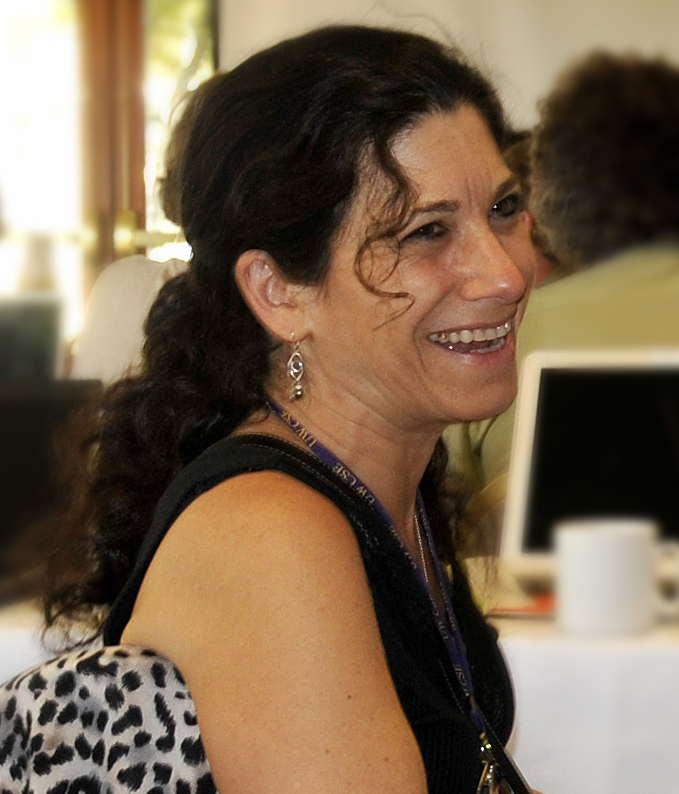
Deborah Estrin.

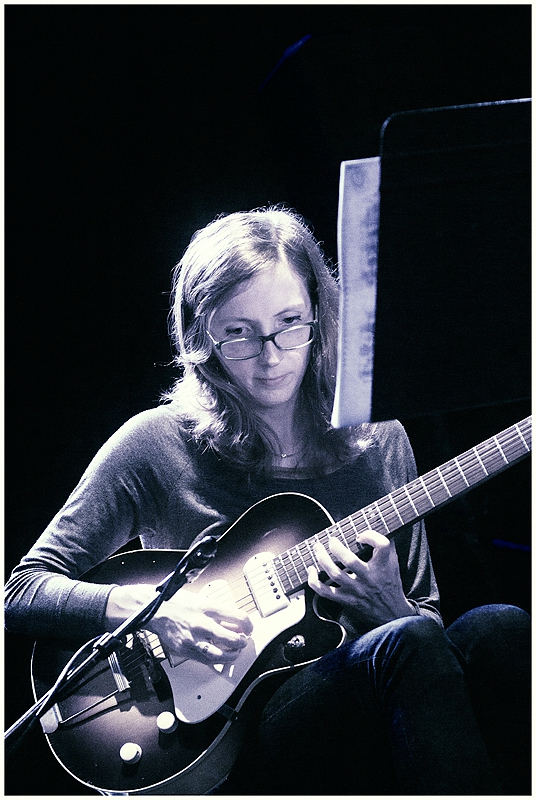
Mary Halvorson.

- Nicholas Benson, 2010, lithographe.
- Yiyun Li, 2010, écrivain.
- Jad Abumrad, 2011, animateur et producteur radio.
- Roland Fryer, 2011, économiste.
- Dafnis Prieto, 2011, batteur, percussionniste, compositeur, enseignant de musique.
- Junot Díaz, 2012, écrivain.
- Dinaw Mengestu, 2012, écrivain.
- Kyle Abraham, 2013, chorégraphe et danseur
- Colin Camerer, 2013, économiste.
- Vijay Iyer, 2013, pianiste de jazz.
- Angela Duckworth, 2013, psychologue.
- Steve Coleman, 2014, saxophoniste, compositeur.
- Alison Bechdel, 2014, autrice de bandes dessinées et de romans graphiques.
- Nicole Eisenman, 2015, peintre.
- Ben Lerner, 2015, écrivain.
- Lin-Manuel Miranda, 2015, compositeur, parolier et acteur.
- LaToya Ruby Frazier, 2015, photographe.
- Subhash Khot, 2016, théoricien de l'informatique.
- Gene Luen Yang, 2016, auteur de bandes dessinées.
- Jesmyn Ward, 2017, écrivaine.
- Regina Barzilay, 2017, informaticienne.
- Deborah Estrin, 2018, informaticienne.
- Amy Finkelstein, 2018, économiste.
- Titus Kaphar, 2018, peintre.
- John Keene, 2018, écrivain.
- Wu Tsang, 2018, réalisatrice.
- Elizabeth Anderson, 2019, philosophe.
- Lynda Barry, 2019, autrice de bande dessinée.
- Mary Halvorson, 2019, musicienne.
- Stacy Jupiter, 2019, océanographe.
- Valeria Luiselli, 2019, écrivaine.
- Ocean Vuong, 2019, écrivain.

### Années 2020
- N. K. Jemisin, 2020, écrivaine.
- Cristina Rivera Garza, 2020, écrivaine.
- Cécile McLorin Salvant, 2020, chanteuse.
- Jacqueline Woodson, 2020, écrivaine.
- Isaiah Andrews, 2020, économiste.
- Ibrahim Cissé, 2021, biophysicien.
- Michelle Monje, 2021, médecin